# Festival Internacional de Cine de San Sebastián 1965
La 13.ª edición del Festival Internacional de Cine de San Sebastián tuvo lugar entre el 3 y el 12 de junio de 1965. En esta edición continuaba teniendo la categoría A de la FIAPF como festival competitivo no especializado.

## Desarrollo
Fue inaugurado el día 3 de junio en el Ayuntamiento de San Sebastián por el alcalde José Manuel Elósegui Lizariturry, el jefe del Sindicato Nacional del Espectáculo Carlos Fernández Cuenca, y el subdirector general de cinematografía, Florentino Soria. A las 10 de la noche se proyectó La presa desnuda de Cornel Wilde. El día 4 la actriz Rocío Dúrcal ofreció una merienda en el Real Club de Tenis de San Sebastián, al tiempo que se proyectaba por la mañana la película cubana Desarraigo y por la noche la japonesa Kuro no chotokkyu. El día 7 fueron proyectadas Háry János y Mirage de Edward Dmytryk, protagonizada por Gregory Peck. El día 8 se proyectaron La Dame de pique y Once a Thief, y fuera de concurso en la sección informativa Los corceles de fuego de Serguei Parajanov. El día 9 fueron proyectadas Casanova '70 y la soviética Hamlet, que fue bastante e ovacionada por el público. El día 10 le tocó el turno a la checoslovaca Zlatá reneta y la soviética Zatxaróvannaia desnà. El día 11 se exhibieron La congiuntura y Megatón Ye-Ye, que recibieron malas críticas, sobre todo la última, de la que el crítico del ABC dijo que "era más que ruido". El día 12 se proyectó Rękopis znaleziony w Saragossie, Operació Crossbow y The Amorous Adventures of Moll Flanders y se hizo la entrega de los premios, que tuvieron la presencia de Kim Novak y Terence Young.

## Jurados
Jurado Oficial
- Jean Negulesco
- Pierre Baker
- Pierre Braunberger
- Gheorghiu Mihnea
- José Gutiérrez Maesso
- Miguel Picazo
- Roberto Tálice

## Películas

### Programa Oficial
Las 16 películas siguientes fueron presentadas en el programa oficial:
| Título en España                     | Título original                    | Director(es)     | País           |
| ------------------------------------ | ---------------------------------- | ---------------- | -------------- |
| Casanova '70                         | Casanova '70                       | Mario Monicelli  | Italia         |
| Desarraigo                           | Desarraigo                         | Fausto Canel     | Cuba           |
| Háry János                           | Háry János                         | Miklós Szinetár  | Hungría        |
| El Desna encantado                   | Zacharovannaya Desna               | Yuliya Solntseva | URSS           |
| Black Express                        | Kuro no chotokkyu                  | Yasuzo Masumura  | Japón          |
| El millón de dólares                 | La congiuntura                     | Ettore Scola     | Italia         |
| La dame de pique                     | La dame de pique                   | Léonard Keigel   | Francia        |
| Agentes dobles                       | Masquerade                         | Basil Dearden    | Reino Unido    |
| Megatón Ye-Ye                        | Megatón Ye-Ye                      | Jesús Yagüe      | España         |
| Espejismo                            | Mirage                             | Edward Dmytryk   | EE. UU.        |
| Nadie oyó gritar a Cecilio Fuentes   | Nadie oyó gritar a Cecilio Fuentes | Fernando Siro    | Argentina      |
| El último homicidio                  | Once a Thief                       | Ralph Nelson     | Francia        |
| Operación Crossbow                   | Operation Crossbow                 | Michael Anderson | Reino Unido    |
| El manuscrito encontrado en Zaragoza | Rekopis znaleziony w Saragossie    | Wojciech Has     | Polonia        |
| Zlatá reneta                         | Zlatá reneta                       | Otakar Vávra     | Checoslovaquia |

### Fuera de concurso
| Título en España                        | Título original                         | Director(es)                              | País   |
| --------------------------------------- | --------------------------------------- | ----------------------------------------- | ------ |
| Hamlet                                  | Hamlet                                  | Grigori Kózintsev                         | URSS   |
| Pelotari                                | Pelotari                                | Néstor Basterretxea y Fernando Larruquert | España |
| The Amorous Adventures of Moll Flanders | The Amorous Adventures of Moll Flanders | Terence Young                             | EE.UU. |
| La presa desnuda                        | The Naked Prey                          | Cornel Wilde                              | EE.UU. |

## Palmarés
Ganadores de la Sección oficial del 13º Festival Internacional de Cine de San Sebastián de 1965:
- Concha de Oro a la mejor película: Espejismo , de Edward Dmytryk
- Concha de Oro al mejor cortometraje: L'invention de la photographie, de André Martin y Michel Boschet
- Concha de Plata: Nadie oyó gritar a Cecilio Fuentes de Fernando Siro
- Concha de Plata a la mejor dirección: Mario Monicelli por Casanova '70
- Concha de Plata a la mejor actriz: Lilli Palmer por Operación Crossbow
- Concha de Plata al mejor actor: Marcello Mastroianni por Casanova '70